# The Dreaming (album van Kate Bush)
The dreaming is het vierde album van singer-songwriter Kate Bush.
Het was het eerste album dat Bush geheel zelf produceerde. In het Verenigd Koninkrijk behaalde het de 3e plaats in de hitlijsten, in Nederland stond het album op no. 5 in de album top 100. Het was het eerste album van Bush dat in de Verenigde Staten in de hitlijst Billboard 200 heeft gestaan.
Het album wordt vaak als het meest experimentele werk van Kate Bush beschouwd.

## Achtergrond
Productie van het album begon in de herfst van 1980. Nu Bush de vrijheid genoot om te doen wat ze zelf wilde, begon zij te experimenteren met verschillende productietechnieken en diverse muzikale stijlen. Een prominent muziekinstrument op het album was de Fairlight CMI, die zij voor het eerst gebruikte op het album Never for ever.
In de zomer van 1981 werd de eerste single uitgebracht, getiteld Sat in your lap. De productie van het album vergde echter veel tijd, en het album zou pas worden uitgegeven in september 1982. Het album werd tot stand gebracht in verscheidene muziekstudio's, zoals Abbey road, Advision en Odyssey. Bush werkte voor het album samen met bands zoals Planxty en The Chieftains.
Literaire en cinematografische invloeden zijn rijk op het album. Pull out the pin was gebaseerd op een documentaire over de Vietnamoorlog. Op The dreaming bezingt zij de aboriginals. Houdini is geïnspireerd op het leven van Harry Houdini en Get out of my house schreef zij naar aanleiding van The shining van Stephen King.

## Singles
Sat in your lap was de leadsingle van het album, en behaalde de 11e plaats in de UK singles chart. In Nederland stond het op de 32e plaats in de single top 100.
De tweede single werd The dreaming. Het werd geen hit voor Bush, het behaalde slechts de 48ste plaats in het Verenigd Koninkrijk.
De laatste single van het album in het Verenigd Koninkrijk was There goes a tenner. Het nummer haalde de hitlijsten niet en is de enige single van Kate Bush die niet in de UK singles chart heeft gestaan. In de rest van Europa werd de single Suspended in gaffa uitgebracht, welke op no. 50 stond in de Nederlandse single top 100.
In 1983 werd in Ierland The night of the swallow als single uitgebracht. Het werd echter geen hit.

## Nummers
1. "Sat in your lap"
2. "There goes a tenner"
3. "Pull out the pin"
4. "Suspended in gaffa"
5. "Leave it open"
6. "The dreaming"
7. "Night of the swallow"
8. "All the love'
9. "Houdini"
10. "Get out of my house"